# Тоскана
Тоска́на (итал. Toscana, лат. T(h)uscia, лат. Etruria, Тирренция = Τυρρηνία) — область (регион — итал. regione) в центре Италии площадью 22 994 км². Римляне называли эту область Тусция или Этрурия (лат. Hetruria) — в память о населявших эти земли этрусках. Местные жители используют тосканский диалект итальянского языка. Административный центр — город Флоренция.

## Физико-географическая характеристика
На северо-западе Тоскана граничит с Лигурией, на севере — с Эмилией-Романьей, на востоке — с Марке и Умбрией, на юге — с Лацио. 320 км побережья на западе омываются Тирренским морем. Территория холмиста на две трети и гориста на четверть. Только 8,4 % территории занимает равнинная местность (долина реки Арно).
Главная горная цепь — Апеннины, которые окружают Тоскану на севере и на востоке. Другие важные рельефы — Апуанские Альпы в провинции Масса-Каррара и в провинции Лукка, где добывают известный каррарский мрамор и циполин; холмистая местность Коллине-Металлифере в центре области; Пизанские горы (ит.) между Пизой и Луккой; гора Амиата, старый потухший вулкан, и горный хребет Пратоманьо в провинции Флоренция.

## История
Самые ранние свидетельства о присутствии человека на территории современной Тосканы относятся к эпохе нижнего палеолита. Древнейшим здесь жившим человеком является Homo heidelbergensis, каменные орудия которого были обнаружены археологами в большом количестве в Валле-делль′Арно и прибрежном районе Ливорно. Следы его присутствия были найдены также в Гарфаньяне, Версилии и Луниджане.
Во времена среднего палеолита территорию Тосканы населяли представители вида Homo neanderthalensis. Принадлежавшие им каменные сколы обнаружены в Апуанских Альпах, в Муджелло на Монте-Четона в провинции Сиена, в долине Серкьо, в Ливорно и нижнем течении Арно. В 1939 году в пещере Гваратти у мыса Чирчео был обнаружен хорошо сохранившийся череп неандертальца.
Ранние свидетельства присутствия Homo sapiens, относящиеся ко времени верхнего палеолита, были обнаружены близ Латерина, Монтелупо и на Монте-Лонго, недалеко от Ареццо. Стоянки в Гротта-Ла-Фаббрика (Ареццо), Сальвиано, Сан-Романо (Пиза) и Марокконе (Ливорно) принадлежат к улюццианской культуре. К периоду верхнего палеолита также относятся обнаруженные в Рипарио-ди-Вадо-алль′Аранчо в провинции Гроссето в южной части Тосканы, останки мужчины двадцати лет и двухлетнего мальчика.
В шестом тысячелетии до нашей эры в Тоскане появилась так называемая культура кардиальной керамики, которая ознаменовала собой начало эпохи неолита. В это время местные общины вели активный торговый обмен с общинами на островах в Тирренском море (Тосканский архипелаг, Корсика, Сардиния). Следом на территории Тосканы получила распространение культура линейной керамики.
В эпоху энеолита, между третьим и вторым тысячелетием до нашей эры, в Тоскане и на севере Лацио появилась культура, получившая название ринальдонской, впоследствии вобравшая в себя элементы культуры колоколовидных кубков. К этому периоду относятся также стелы-статуи из Луниджаны.
Доэтрусская история региона параллельна истории Греции того времени. Приблизительно с 1350 по 1150 до. н. э. на территории Этрурии жили носители апеннинской культуры, которые вели торговлю с минойской цивилизацией Эгейского моря. После этого на протяжении 300 лет (до начала IX века до н. э.) развивалась культура Виллановы (преположительно индоевропейская), предшествовавшая цивилизации этрусков, расцвет которой пришёлся на VI век до нашей эры.
Этруски были первой крупной цивилизацией к северу от греческих колоний в Италии. Они создали транспортную инфраструктуру, развили земледелие и горное дело, создали яркие произведения искусства. Неизвестно, жили ли этруски в этой области с доисторического периода или происходят из другой страны. Они занимали область между реками Арно и Тибром. Древние римляне, окончательно подчинившие себе этрусков к III веку до н. э., не разрушили их цивилизацию, но ассимилировали её.
На смену римлянам пришли остготы и лангобарды. После Карла Великого, уничтожившего государственность лангобардов, этой областью с 846 по 1115 годы управляли маркграфы, признававшие главенство западных императоров.
Следующие за тем столетия ознаменовались в Тоскане ранним оформлением прав городского населения и подъёмом торговых республик: среди них — морская Пизанская республика, Флорентийская республика, Сиенская республика и Республика Лукка. В этих городах-государствах зародились зачатки капиталистической системы хозяйствования, возникли первые в мире кредитные организации.
Тоскана — место происхождения Ренессанса. Наиболее ценные художественные сокровища этой эпохи рассеяны по музеям Тосканы, из которых самые известные — Уффици и Барджелло во Флоренции. В то время Тоскана дала миру таких гениев, как Леонардо да Винчи, Микеланджело и Данте Алигьери.
В первой половине XV века к власти во Флоренции пришло торгово-банкирское семейство Медичи, которое постепенно распространило свою власть на всю территорию Тосканы. С 1569 по 1737 годы существовало великое герцогство Тосканское во главе с представителями этого рода. Затем до эпохи Рисорджименто в великом герцогстве правила одна из ветвей австрийской династии Габсбургов. В период объединения Италии, с 1865 по 1870 годы, Флоренция служила столицей всего Итальянского королевства.

## Административное деление
Область Тоскана делится на 9 провинций и 1 метрополитенский город:
| №  | Провинции и метрополитенский город | Адм. центр | Площадь (км²) | Население (чел.) (31.12.2020) | Плотность (чел./км²) | Число коммун |
| -- | ---------------------------------- | ---------- | ------------- | ----------------------------- | -------------------- | ------------ |
| 1  | Ареццо                             | Ареццо     | 3235          | 336 870                       | 107,61               | 37           |
| 2  | Гроссето                           | Гроссето   | 4504          | 218 538                       | 50,66                | 28           |
| 3  | Ливорно                            | Ливорно    | 1211          | 329 590                       | 281,96               | 20           |
| 4  | Лукка                              | Лукка      | 1773          | 380 676                       | 221,20               | 34           |
| 5  | Масса-Каррара                      | Масса      | 1156          | 189 841                       | 176,16               | 17           |
| 6  | Пиза                               | Пиза       | 2444          | 416 425                       | 169,46               | 37           |
| 7  | Пистоя                             | Пистоя     | 965           | 290 819                       | 302,70               | 22           |
| 8  | Прато                              | Прато      | 365           | 256 047                       | 679,93               | 7            |
| 9  | Сиена                              | Сиена      | 3821          | 263 526                       | 71,02                | 36           |
| 10 | Флоренция                          | Флоренция  | 3514          | 986 001                       | 282,26               | 42           |
|    | всего                              |            | 22 994        | 3 668 333                     | 159,58               | 280          |

## Экономика

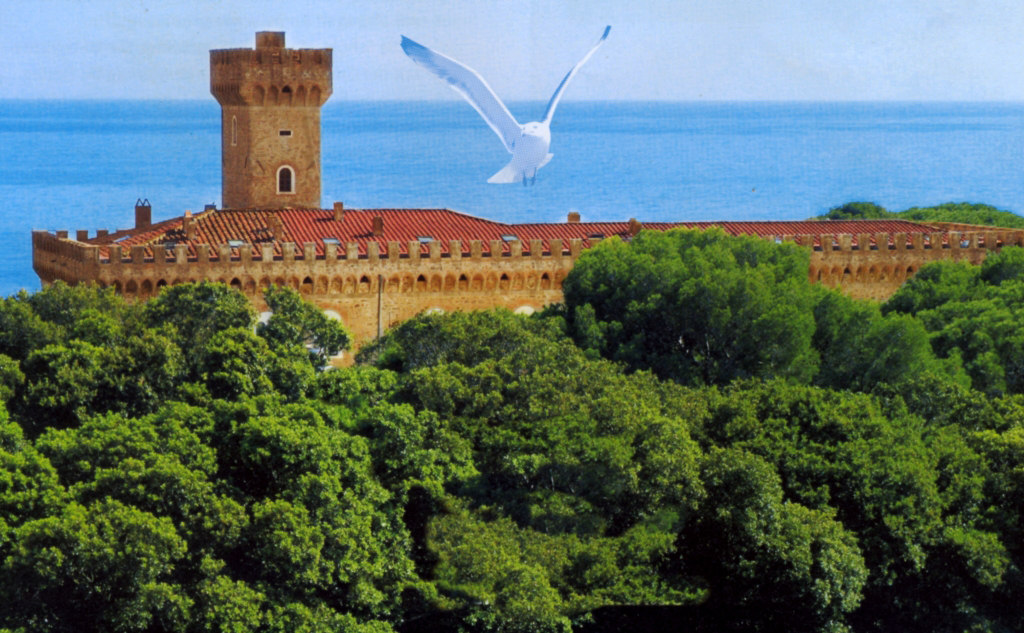
Кастильончелло

Отрасли сельского хозяйства включают виноделие, животноводство (разводят коров и лошадей, особенно в долине Кьянти) и производство оливкового масла (особенно в холмах Лукки). Район Прато традиционно славится выделкой шерсти. В Тоскане возделывают каштаны и трюфели.
Промышленность (пищевая, химическая, металлургическая, текстильная, нефтехимическая) включает в себя производство мотоциклов, мотороллеров и самолётов, текстильный округ в Прато, нефтехимические объекты в Ливорно и стальные заводы в Пьомбино. В Апуанских Альпах (Каррара) многие столетия добывают мрамор. Крупнейший морской порт Тосканы — Ливорно — пропускает ежегодно 30 млн тонн груза. В прошлом Ливорно был значим и как центр кораблестроения.

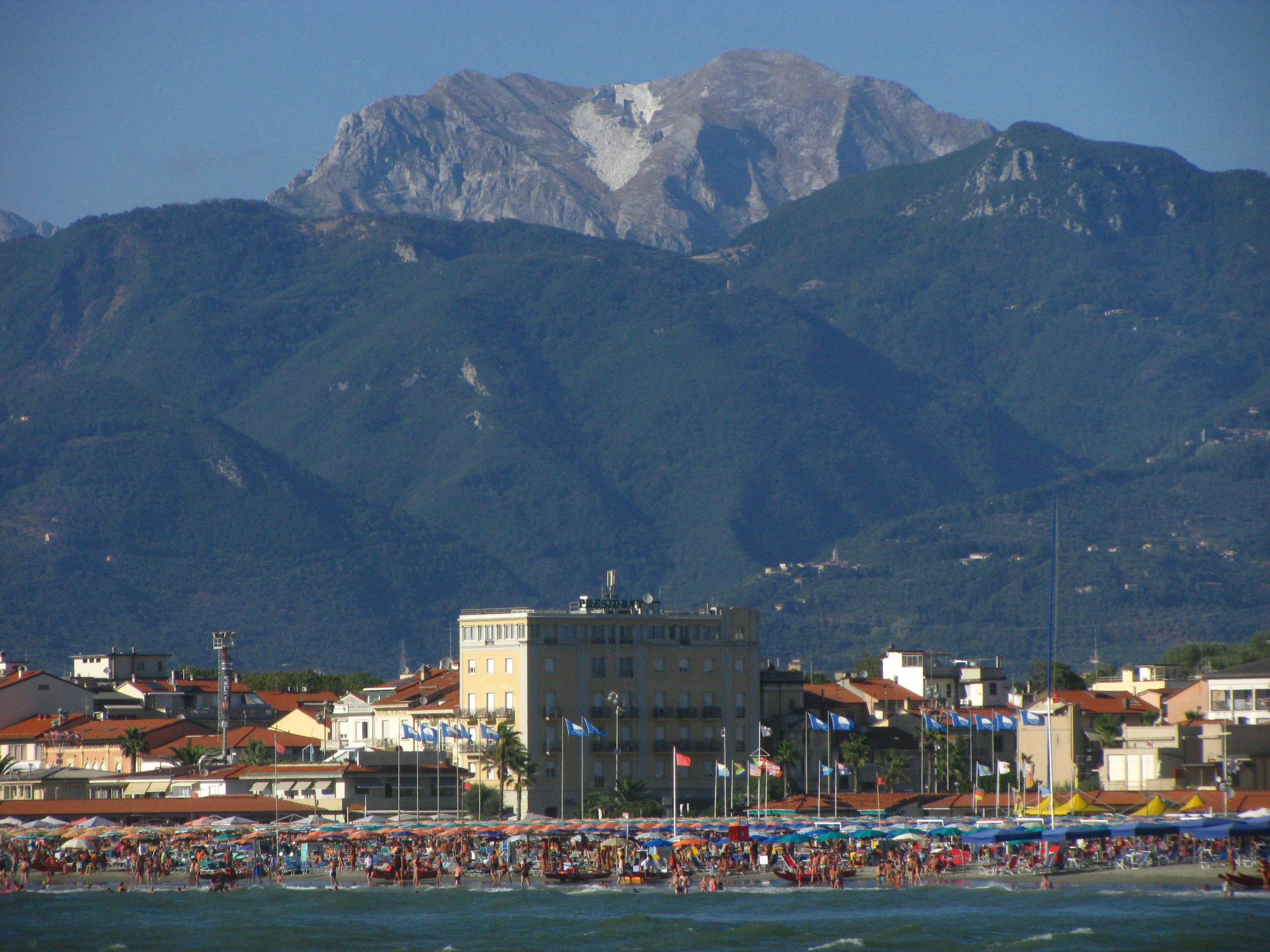
Пляж в Виареджо

Одна из важнейших статей дохода тосканцев — туризм, в том числе винный. Туристов влекут как «города искусства» (Флоренция, Пиза, Лукка, Сиена, Сан-Джиминьяно), так и морские пляжи в области Маремма (с центром в Гроссето) и на острове Эльба. Главным туристическим центром Версилии, курортной зоны на побережье Лигурийского моря, является Виареджо. Интерес для туристов также представляют живописные ландшафты долины Орча (памятник Всемирного наследия) и области Крете-Сенези. Всего на территории региона около 120 охраняемых природных территорий.

### Виноделие
Тоскана — один из крупнейших винодельческих регионов Италии. Среди тосканских вин наибольшей известностью пользуются красные (на основе винограда сорта санджовезе) — Кьянти, Брунелло ди Монтальчино, Вино Нобиле ди Монтепульчано. Из международных сортов винограда производят не менее качественные «супертосканские вина»: Sassicaia, Ornellaia, Masseto. Производством тосканских вин со Средних веков занимаются некоторые из знатнейших семейств Флоренции (Фрескобальди, Антинори): такой длинной цепочки преемственности не знает ни один другой винодельческий регион. Из белого винограда производят сухое вино Верначча ди Сан-Джиминьяно и десертное вино Санто. Сорок один аппеллясьон Тосканы имеет статус DOC и одиннадцать — более высокий статус DOCG.